# Палац Залеських у Водичках
Палац Залеських у Водичках — колишня садиба Залеських, зведена в першій половині XIX століття. Розташований у селі Водички Хмельницької міської громади Хмельницького району Хмельницької області. Належить до Державного реєстру нерухомих пам'яток України. Нині в приміщенні палацу розміщується місцева школа та дитячий садочок.

## Характеристика
Будівля має анфіладне планування, центральний вхід має вигляд ризаліту з підвищеним фронтоном. Вхід також декоративно оздоблено: тут є маскарони, розміщені у вигляді капітелей на пілястрах. Збереглися старий підвал і кілька грубок. Двір оточував триметровий вал, який розрівняли вже після Другої світової, коли через колишній маєток Залеських пролягла дорога. Недалеко від маєтку розташовувалась гуральня. Був також парк, облаштуванням якого займався Діонісій Макклер. Радянський слід в архітектурі будівлі — це балкон, на який неможливо вийти, адже двері замуровано.

## Історія
Будівля зведена Вільгельмом Залеським (1806—1878) у 1825 році. В руках його нащадків Водички залишалися до 1917 року. Другий поверх з'явився пізніше, час невідомий. Колись із тераси відкривався вид на став. Школа в'їхала в колишній палац у 1925 р. Спочатку початкова, з 1930 року — семикласна. Тоді ж у палаці запрацював колгоспний університет самодіяльного мистецтва (Академія Мистецтв артілі «Шлях Леніна»), діяв до 1938 року. З 1938 по 1966 рр. у палаці був дитячий будинок. Станом на 2011 рік там знаходилася школа (близько 30 учнів) і садок.
Палац незначно постраждав внаслідок обстрілів під час повномасштабного російського вторгнення.